# Rotes Moskau
Rotes Moskau (russisch Красная Москва Krasnaja Moskwa) ist ein klassisch-russischer Duft für Frauen.

## Geschichte
Der letzte russische Zar Nikolaus II. soll im Jahr 1913 ein Parfüm in Auftrag gegeben haben, welches als Geschenk für seine Frau gedacht war. Anlässlich der 300-Jahr-Feiern des Hauses Romanow überreichte der Zar seiner Frau, Alexandra  Fjodorowna, Le Bouquet préféré de l’Impératrice [„Lieblingsduft der Zarin“]. Das Geschenk wurde mit Begeisterung entgegengenommen und der Duft etablierte sich rasch am Hof und in der Folge auch innerhalb der russischen Bourgeoisie. Mit dem Ende des Zarenreichs endete auch die Blütezeit der russischen Parfümerie.
Schöpfer des Regentenparfüms war der aus Frankreich stammende Auguste Michel, ein Schüler des berühmten Parfümeurs Henry Brocard (1839–1900), der um 1864 eine Fabrik in Moskau gegründet hatte. Brocard fühlte sich der russischen Kultur eng verbunden und nannte sich später Andrej Afanassjewitsch. Seine Seifen und Düfte fanden nicht nur in Russland Anerkennung, sondern auch in Paris. Michel übernahm nach seinem Tod die Führung der Firma. Nach der Oktoberrevolution wurde die Firma verstaatlicht. Während die Erben Brocards nach Frankreich flüchteten, blieb Auguste Michel in Russland und kreierte künftig Düfte für das breite Volk. Als die Sowjets der Fabrik einen neuen Namen geben wollten, schlug Michel „Nowaja Sarja“ (Новая Заря, Neues Morgenrot) vor. Die Idee wurde aufgenommen und umgesetzt. Polina Schemtschuschina, die Frau des damaligen Regierungschefs Molotov, leitete die Fabrik von 1930 bis 1932.
Auch der Lieblingsduft der Zarin wurde umbenannt und neu positioniert: Rotes Moskau als exklusives Sowjetparfum für festliche Anlässe. Der Name evoziert Bilder von Hammer und Sichel, Lenin und der Russischen Revolution. Dasselbe Produkt stand nunmehr nicht mehr in der zaristischen Tradition, sondern repräsentierte die neue Ideologie. Zielgruppe waren jetzt nicht mehr wenige adlige Damen, sondern viele weibliche Werktätige. Auch aufgrund der niedrigen Kosten fand der Duft rasch Verbreitung und auch internationale Beachtung. 1958 wurde er auf der Expo 58 in Brüssel mit einem Preis ausgezeichnet. Rotes Moskau überlebte auch das Ende der Sowjetunion, wird nach wie vor in unveränderter Duftnote produziert und gilt heute als Liebhaber- und Sammlerduft. Die Produktionsstätten befinden sich unverändert im Moskauer Bezirk Danilovsky.
Viktorija Wlasowa hält die Produktidentität für eine Erfindung und behauptet, Krasnaya Moskva sei eine Neuentwicklung der 1920er Jahre, vielleicht zu 80 % ident mit der Geruchsmischung von Le Bouquet préféré de l’Impératrice. Sie legt allerdings auch keine Beweise für ihre These vor.

## Charakteristik
Der Duft ist herb, schwer und bereits von weitem wahrnehmbar.
Es handelt sich um ein Erzeugnis der Duftfamilie Chypre blumig. Für viele Russen ist der Duft assoziiert mit Melancholie und einer gewissen sentimentalen Grundstimmung, oft mit nostalgischem Erinnern an die Sowjetzeiten. Eine schwere Süße wird von einem Hauch Zitrusfrucht und Nelkengras begleitet und mischt sich unverkennbar mit dem Duft von Birkenholz und Moschus. Die Rezeptur besteht aus mehr als 60 Komponenten. Die offizielle Beschreibung des Parfums lautet: „Feines, warmes, edles Aroma mit einem Hauch von Orangenblüte“. Der Parfümkritiker Rudolf Friedman schrieb 1955: „Krasnaya Moskva ist verbunden mit eleganter Wärme, spielerischer und koketter Trägheit, melodiöser, plastischer Melodizität.“ Er lobt auch eine besondere Schönheit und einen reichen Geruch. Renata Litvinova assoziiert den Duft mit einem „Gefühl normaler gesunder Nostalgie“.

## Verbreitung
Rotes Moskau mit seinem „süßen, schweren Aroma“ war ab 1925 bei allen Feierlichkeiten des Obersten Sowjets und bei Militärparaden zum Tag des Sieges vertreten, im Moskauer Konservatorium und im Bolschoi-Theater, bei Hochzeiten und Sponsionsfeiern, später auch in den Ländern des Warschauer Pakts. Der Duft traf sehr gut den Geschmack der sowjetischen Frau und von deren Ehemännern und Geliebten. Russia Beyond the Headlines schreibt, in der UdSSR „war der Geruch von Zigarettenrauch, Alkohol und Staub oft allgegenwärtig. Doch inmitten des Miefs konnte man oft die markante und unvergleichliche Note eines sowjetischen Parfums ausmachen.“ Es war eindeutig Krasnaya Moskva. Die Wiedererkennbarkeit des Duftes führte zu seinem langandauernden Erfolg.
Das Parfüm war omnipräsent, es lag „überall in der Luft, wo es in der Sowjetunion besonders festlich zuging“, so der Historiker Karl Schlögel. Auch der begrenzte Wettbewerb förderte die Vormachtstellung des Duftes im kommunistischen Einflussbereich. Das Ende der Sowjetunion führte dazu, dass viele Frauen den Duft jetzt meiden, weil eine größere Auswahl zur Verfügung steht und die individuelle Note gesucht wird.
Der Duft Chanel Nº 5 entstand auf Basis des Le Bouquet préféré de l’Impératrice.